# Eucera atroalba
Eucera atroalba är en biart som först beskrevs av Pérez 1895.  Eucera atroalba ingår i släktet långhornsbin, och familjen långtungebin. Inga underarter finns listade i Catalogue of Life.